# Championnats du Canada de triathlon
Les championnats de Canada de triathlon ont lieu tous les ans.

## Palmarès du championnat de Canada courte distance élite
| Année | Hommes | Hommes | Hommes | Femmes | Femmes | Femmes |  |
| ----- | --- | --- | --- | --- | --- | --- |  |
| Année | 1988 | | | | Elizabeth Primrose                                                                                            | |  |
| 1989  | | | | | | |  |
| 1990  | | | | | | Joanne Ritchie                                                                                                |  |
| 1991  | Mark Bates | Andrew MacMartin                                                                                              | Frank Clarke                                                                                                  | Joanne Ritchie                                                                                                | Fiona Dorothy Cribb                                                                                           | Sue Schlatter                                                                                                 |  |
| 1992  | Andrew MacMartin                                                                                              | Frank Clarke                                                                                                  | Mark Bates | Joanne Ritchie                                                                                                | Terri Smith                                                                                                   | Dorothy Cribb Fiona                                                                                           |  |
| 1993  | Mark Bates | | | | | Joanne Ritchie                                                                                                |  |
| 1994  | | | | Carol Montgomery                                                                                              | | |  |
| 1995  | Mark Bates | Andrew MacMartin                                                                                              | Peter Reid | Carol Montgomery                                                                                              | Kirstie Otto                                                                                                  | Joanne Ritchie                                                                                                |  |
| 1996  | Andrew MacMartin                                                                                              | | | Carol Montgomery                                                                                              | | Sharon Donnelly                                                                                               |  |
| 1997  | Mark Bates | Franke Clarke                                                                                                 | Andrew MacMartin                                                                                              | Sharon Donnelly                                                                                               | Kirstie Otto                                                                                                  | Isabelle Baird                                                                                                |  |
| 1998  | Simon Whitfield                                                                                               | Mark Bates | Stefan Timms                                                                                                  | Lori-Lynn Leach                                                                                               | Sharon Donnelly                                                                                               | Isabelle Baird                                                                                                |  |
| 1999  | Simon Whitfield                                                                                               | Lachlan Vollmerhause                                                                                          | Alec Rukosuev                                                                                                 | Sharon Donnelly                                                                                               | Carol Montgomery                                                                                              | Cheryl Murphy                                                                                                 |  |
| 2000  | Barry Foster                                                                                                  | Stefan Jakobsen                                                                                               | Peter Reid | Donna Phelan                                                                                                  | Samantha McGlone                                                                                              | Natasha Yaremczuk                                                                                             |  |
| 2001  | Simon Whitfield                                                                                               | Kelly Guest                                                                                                   | Colin Jenkins                                                                                                 | Carol Montgomery                                                                                              | Jill Savege                                                                                                   | Sharon Donnelly                                                                                               |  |
| 2002  | Simon Whitfield                                                                                               | Kelly Guest                                                                                                   | Jocelyn Gascon-Giroux                                                                                         | Sharon Donnelly                                                                                               | Natasha Filliol                                                                                               | Jill Savege                                                                                                   |  |
| 2003  | Simon Whitfield                                                                                               | Brent McMahon                                                                                                 | Paul Tichelaar                                                                                                | Jill Savege                                                                                                   | Carol Montgomery                                                                                              | Gillian Moody                                                                                                 |  |
| 2004  | Paul Tichelaar                                                                                                | Paul Baillargeon Smith                                                                                        | Colin Jenkins                                                                                                 | Samantha McGlone                                                                                              | Tara Ross | Jennifer MacLean                                                                                              |  |
| 2005  | Simon Whitfield                                                                                               | Brent McMahon                                                                                                 | Paul Tichelaar                                                                                                | Samantha McGlone                                                                                              | Lauren Groves                                                                                                 | Kathy Tremblay                                                                                                |  |
| 2006  | Simon Whitfield                                                                                               | Colin Jenkins                                                                                                 | Brent McMahon                                                                                                 | Lauren Groves                                                                                                 | Kathy Tremblay                                                                                                | Carolyn Murray                                                                                                |  |
| 2007  | Paul Tichelaar                                                                                                | Paul Baillargoen Smith                                                                                        | Sam Bechtel                                                                                                   | Kathy Tremblay                                                                                                | Ayesha Rollinson                                                                                              | Alicia Kaye                                                                                                   |  |
| 2008  | Brent McMahon                                                                                                 | Paul Baillargoen Smith                                                                                        | Jordan Bryden                                                                                                 | Paula Findlay                                                                                                 | Tenille Hoogland                                                                                              | Sarah-Anne Brault                                                                                             |  |
| 2009  | Simon Whitfield                                                                                               | Kyle Jones | Paul Tichelaar                                                                                                | Lauren Groves                                                                                                 | Kathy Tremblay                                                                                                | Paula Findlay                                                                                                 |  |
| 2010  | Simon Whitfield                                                                                               | Kyle Jones | Andrew Russell                                                                                                | Paula Findlay                                                                                                 | Kirsten Sweetland                                                                                             | Chantell Widney                                                                                               |  |
| 2011  | Simon Whitfield                                                                                               | Kyle Jones | Alexander Hinton                                                                                              | Sarah-Anne Brault                                                                                             | Paula Findlay                                                                                                 | Kyla Coates                                                                                                   |  |
| 2012  | Kyle Jones | Alexander Hinton                                                                                              | Matthew Sharpe                                                                                                | Lauren Groves                                                                                                 | Sarah-Anne Brault                                                                                             | Ellen Pennock                                                                                                 |  |
| 2013  | Kyle Jones | Taylor Reid                                                                                                   | Matt Vierula                                                                                                  | Amélie Kretz                                                                                                  | Ellen Pennock                                                                                                 | Kirsten Sweetland                                                                                             |  |
| 2014  | Kyle Jones | Alexander Hinton                                                                                              | Taylor Forbes                                                                                                 | Amélie Kretz                                                                                                  | Joanna Brown                                                                                                  | Alexandra Coates                                                                                              |  |
| 2015  | Taylor Forbes                                                                                                 | Austen Forbes                                                                                                 | Russell Pennock                                                                                               | Alexandra Coates                                                                                              | Joanna Brown                                                                                                  | Karol-Ann Roy                                                                                                 |  |
| 2016  | Russell Pennock                                                                                               | Matthew Sharpe                                                                                                | Taylor Forbes                                                                                                 | Joanna Brown                                                                                                  | Dominika Jamnicky                                                                                             | Severine Bouchez                                                                                              |  |
| 2017  | Tyler Mislawchuk                                                                                              | Alexis Lepage                                                                                                 | Matthew Sharpe                                                                                                | Joanna Brown                                                                                                  | Paula Findlay                                                                                                 | Dominika Jamnicky                                                                                             |  |
| 2018  | Annulation de l'épreuve à la suite d'un incendie et d'un risque pour la santé des triathlètes avec les fumées | Annulation de l'épreuve à la suite d'un incendie et d'un risque pour la santé des triathlètes avec les fumées | Annulation de l'épreuve à la suite d'un incendie et d'un risque pour la santé des triathlètes avec les fumées | Annulation de l'épreuve à la suite d'un incendie et d'un risque pour la santé des triathlètes avec les fumées | Annulation de l'épreuve à la suite d'un incendie et d'un risque pour la santé des triathlètes avec les fumées | Annulation de l'épreuve à la suite d'un incendie et d'un risque pour la santé des triathlètes avec les fumées |  |
| 2019  | Jeremy Briand                                                                                                 | Russell Pennock                                                                                               | Charles Paquet                                                                                                | Karol-Ann Roy                                                                                                 | Kyla Roy | Ellen Pennock                                                                                                 |  |
| 2020  | Championnats annulés pour cause de pandémie de Covid-19,                                                      | Championnats annulés pour cause de pandémie de Covid-19,                                                      | Championnats annulés pour cause de pandémie de Covid-19,                                                      | Championnats annulés pour cause de pandémie de Covid-19,                                                      | Championnats annulés pour cause de pandémie de Covid-19,                                                      | Championnats annulés pour cause de pandémie de Covid-19,                                                      |  |
| 2021  | Championnats annulés pour cause de pandémie de Covid-19,                                                      | Championnats annulés pour cause de pandémie de Covid-19,                                                      | Championnats annulés pour cause de pandémie de Covid-19,                                                      | Championnats annulés pour cause de pandémie de Covid-19,                                                      | Championnats annulés pour cause de pandémie de Covid-19,                                                      | Championnats annulés pour cause de pandémie de Covid-19,                                                      |  |
| 2022  | Mathis Beaulieu                                                                                               | Pavlos Antoniades                                                                                             | Liam Donnelly                                                                                                 | Noémie Beaulieu                                                                                               | Kamille Larocque                                                                                              | Kira Gupta-Baltazar                                                                                           |  |
| 2023  | Clayton Hutchins                                                                                              | Liam Donnelly                                                                                                 | Daniel Damian                                                                                                 | Maïra Carreau                                                                                                 | Anja Krueger                                                                                                  | Emy Legault                                                                                                   |  |
| 2024  | Liam Donnelly                                                                                                 | Pavlos Antoniades                                                                                             | Alexandre Leblanc                                                                                             | Desirae Ridenour                                                                                              | Maïra Carreau                                                                                                 | Noémie Beaulieu                                                                                               |  |